# Vassili Borissovitch Cheremetiev
Vassili Borissovitch Cheremetiev (en russe : Василий Борисович Шереметев) (1622-1682) est un commandant d'armée russe. Boyard depuis 1653, il est voïvode de Smolensk (1656-1658), puis de Kiev (1658-1660?). Commandant russe lors de la guerre russo-polonaise (1654-1667), il participe à la bataille d'Okhmativ (1655) et à la bataille de Tchoudniv (1660). Prisonnier des Tatars pendant plus de vingt ans, il meurt en Russie le 24 avril 1682.